# Дъшутс (окръг, Орегон)
Окръг Дъшутс (на английски: Deschutes County) е окръг в щата Орегон, Съединени американски щати. Площта му е 7912 km², а населението - 115367 души (2000). Административен център е град Бенд.

## Градове
- Ла Пайн
- Редмънд
- Систърс